# Sky News Arabia
Sky News Arabia (tiếng Ả Rập : سكاي نيوز عربية) là một mạng truyền hình tin tức có trụ sở tại Abu Dhabi, UAE. Thành lập vào ngày 6 tháng 5 năm 2012. Đây là một trong những đài truyền hình lớn thứ ba tại khu vực Trung Đông chỉ sau Al Jazeera và Al Arabiya.